# Heronspool (schip, 1929)
De Heronspool was een Brits stoomvrachtschip van 5.202 ton, dat in de Tweede Wereldoorlog tot zinken werd gebracht door een Duitse onderzeeboot.

## Geschiedenis
De Heronspool werd op de scheepswerf voltooid in 1929 door W. Gray & Co. Ltd, West Hartlepool met aldaar haar thuishaven.
Het schip voer mee met konvooi OB-17 vanuit Swansea, Wales, naar Montreal, Canada, met 8.000 ton steenkool. Haar bemanning bestond uit een onbekend aantal personen.
De ongeëscorteerde en achteraan lopende Heronspool, met kapitein Sydney Edward Batson als gezagvoerder, werd in de avond en nacht van 12 op 13 oktober 1939 aangevallen door de U-48 van Kptlt. Herbert Schultze.
De eerste vijf torpedo's, afgevuurd om 20.24 u, 21.15 u, 23.05 u, 23.50 u en uiteindelijk om 23.52 uur op 12 oktober, misten hun doel. Een laatste torpedo op 13 oktober om 01.16 u was fataal voor de Heronspool. Het vrachtschip werd tot zinken gebracht op 260 zeemijl ten zuidwesten van Cape Clear, Ierland, in positie 50°13’ N. en 14°48’ W.
Kapitein Batson en de bemanning werden gered door het Amerikaanse passagiersschip President Harding, dat allen veilig in New York aan land bracht.